# Stormor i Dalom
Stormor i Dalom, egentligen Margareta Hansdotter, född 1594, död 11 juni 1657, var en svensk prästfru, maka till två efter varandra följande kyrkoherdar i Leksands församling under 1600-talet, och uppmärksammad efter sin död, i synnerhet av genealoger och folklivsforskare. 
Hennes eftermäle blev uppmärksammat i samband med Stockholmsutställningen 1930 på grund av Herman Lundborgs arbete vid Statens institut för rasbiologi. Lundborg menade att Stormor i Dalom lämnade efter sig rasbiologiskt intressanta efterlevande, eftersom många av hennes ättlingar hade höga ämbetsposter och ansågs besitta "goda rasegenskaper".

## Biografi
Stormor i Dalom var dotter till kyrkoherden Johannes Laurentii i Säbrå, Ångermanland och syster till biskopen Jacobus Johannis Zebrozynthius. Traditionellt ansågs hon tillhöra Bureätten på sin mors sida, men den uppfattningen övergavs redan i början av 1900-talet. Hon gifte sig 1611 med Elof Terserus som var prost i Leksands socken och 1618 gifte hon sig med makens efterträdare, Uno Troilus.
Hon fick sitt hedersnamn tack vare sin stora givmildhet och goda hjärta. Hennes barmhärtighet gjorde henne mycket populär och omtyckt av sin samtid. Vid hennes död ska en bonde vid vägen till Gagnef ha sagt: "Skulle jag icke gråta, då stormoder i Dalom är död?", ett tecken på hennes rykte, som redan togs med i hennes likpredikan.[källa behövs]

## Herman Lundborg
På Stockholmsutställningen 1930 hade Statens institut för rasbiologi en egen paviljong. För att skapa publicitet inför utställningen skickade institutets chef Herman Lundborg ut en efterlysning i radio och tidningar efter ättlingar till Stormor i Dalom som följdes av att ett stort antal släktträd skickades in till institutet. Enligt hans studier skulle hon vid den här tiden ha haft cirka 10 000 efterlevande vilka skulle vara "rasbiologiskt intressanta", inte bara tack sitt stora antal utan även tack vare att så många blivit framgångsrika.
Utifrån sina kvasivetenskapliga teorier ville Lundborg påvisa att en "duktig" kvinna kan vara betydande för sin "ras". I efterlysningen uppmanade han alla efterlevande att skicka sina uppgifter till Rasbiologiska institutet så att han kunde leda i bevis att "dygd" var en nedärvd egenskap. Lundborg skickade även ut förtryckta ifyllningskort till Stormors ättlingar. Efterlysningen resulterade i att Rasbiologiska institutets samling av fotografier ökade markant. Under våren 1930 ökade den från 6 000, till 9 000 fotografier.
Lundborg försökte även sprida sina idéer om Stormor genom ett samarbete med författarinnan Aivva Uppström (1881–1971), som hade skrivit en historisk roman om ämnet: Stor-Mor i Dalom: En kvinnlig livsbild från sextonhundratalet. Då boken 1930 utkom i en tredje upplaga, var den försedd med ett efterord skrivet av Lundborg, i vilket han lägger fram sina teorier om Stormor och betydelsen av hennes arvsanlag.
Lundborgs uppmaning till Stormorsättlingar att skicka sina genealogiska uppgifter till Rasbiologiska institutet fick i viss utsträckning önskad effekt. Mellan 1930 och 1932 inkom en rad skrivelser till institutet, i vilka släktforskande privatpersoner delgav information om den egna härstamningen från Stormor. Institutet fick mellan 1930 och 1935 även motta ett antal brev från andra genealogiskt intresserade privatpersoner, som ville veta om de eventuellt härstammande från Stormor.
Uppmärksamheten kring Stormor ledde även till att en hobbysläktforskare i Dalarna vid namn Anders Westgärds fördjupade sig i Stormorssläkten och dess kopplingar till Leksands socken. Westgärds delade med sig av resultaten av sina efterforskningar till Lundborg, och publicerade även en artikel i 1932 års utgåva av Dalarnas hembygdsbok.

## Stormors DNA
Stormor i Dalom bar på mitokondrie-DNA (mtDNA) tillhörande haplogrupp H11b1, med den unika extramutationen T16357C. Detta identifierades 2017 genom matchning av mtDNA från två nutida testpersoner, härstammande via två separata arvslinjer med enbart kvinnor från två av Stormors döttrar (Elisabet och Emfred). De båda testpersonerna visade sig bära samma uppsättning mutationer i sitt mtDNA, den del av DNA som enbart ärvs från modern, och tillhör haplogrupp H11b1. Detta verifierar att de analyserade arvslinjerna stämmer med skriftliga källors angivna släktlinjer, samtidigt som det fastställer att testpersonernas gemensamma anmoder, Stormor, också bar på samma mtDNA.

## Familj

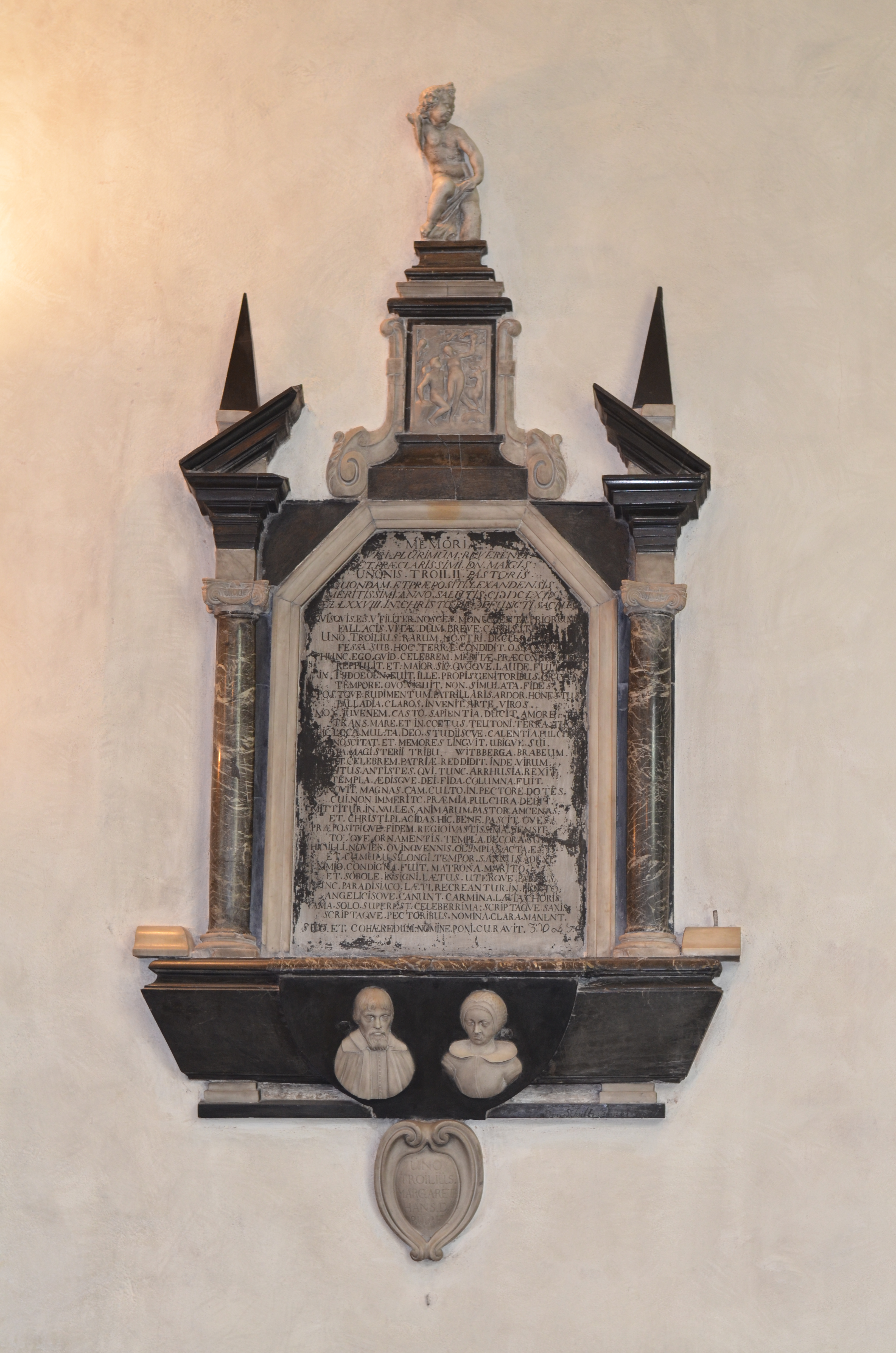
Epitafium i Leksands kyrka över Uno Troili Troilius, kyrkoherde i Leksand ca 1618–1664, och hans hustru Margareta Hansdotter Säbroensis, 'Stormor i Dalom' (1594–1657).

Stormor i Dalom är anmoder för en rad kända släkter (Arborelius, Floderus, Geijer, Holmgren, Key, Munktell, Staaff, Stridsberg, Troilius, von Troil och Trygger).[källa behövs] Med dottern Anna blev hon anmoder för de utslocknade ätterna Teet och Rosenstedt.
Stormor i Dalom uppmärksammades 2013 i och med att en släktträff anordnats i Härnösand för hennes ättlingar. Samtliga hennes ättlingar på kvinnolinjen redovisas i Svenska släktkalendern från 2018, på sidorna 287–431. 
Barn med Elof Terserus:
| Namn                    | Född | Död  | Anmärkningar                              |
| ----------------------- | ---- | ---- | ----------------------------------------- |
| Johan Elofsson Terserus | 1612 | 1649 | Professor vid Åbo Akademi, dog ogift.     |
| Elof Elofsson Terserus  | 1614 | 1693 | Lantbrukare och handlare i Leksand.       |
| Jakob Elofsson Terserus | 1616 | 1663 | Lektor i Västerås och kyrkoherde i Hubbo. |

Barn med Uno Troilus:
| Namn                   | Född | Död        | Anmärkningar |
| ---------------------- | ---- | ---------- | --- |
| Samuel Unonis Troilius | 1619 | 1666       | Prost i Leksand. |
| Eric Troilius          | 1620 | 1645       | Student, drunknade. |
| Zakarias Troilius      | 1621 | 1693       | Borgmästare i Falun. |
| Anna Troilia           | 1622 | 1666       | Gift med prosten i Falun Lars Blackstadius (–1640), borgmästaren/burggreven i Falun Henrik Teet (–1657) och biskopen i Västerås Nicolaus Rudbeckius (1622–1676). |
| Emfred Troilia         | 1623 | efter 1697 | Gift med prosten i Rättvik, Olof Dalekarus, och prosten i Rättvik, Peter Schottenius.                                                                            |
| Elisabeth Troilia      | 1624 | 1655       | Gift med biskop Johannes Terserus (1605–1678). |
| Sara Troilia           |      |            | gift med prosten i västra Vingåker, Marcus Simming. |
| Margareta Troilia      |      |            | Gift med prosten i Sala, Johan Aborgenis. |